# Едуар Буе-Віллаумез
Едуар Буе-Війомез (французька вимова: [edwaʁ bwɛ vijɔmɛz]) (24 лютого 1808, Брест — 9 вересня 1871, Мезі-сюр-Сен) — французький адмірал, дослідник, колоніальний адміністратор та письменник. Він відіграв ключову роль у колоніальній експансії Франції в Західній Африці, а також брав участь у Кримській війні. Був відомий своїми науковими працями з морської тактики та географічних досліджень.

## Біографія

### Ранні роки
Едуар Буе-Війомез народився 24 лютого 1808 року в Бресті (Франція, у сім'ї морського офіцера. У 1822 році, у віці 14 років, він вступив до французького військово-морського флоту. Його рання кар'єра була пов'язана з навчанням та службою на різних кораблях, де він швидко здобув репутацію талановитого офіцера.

### Дослідження в Африці

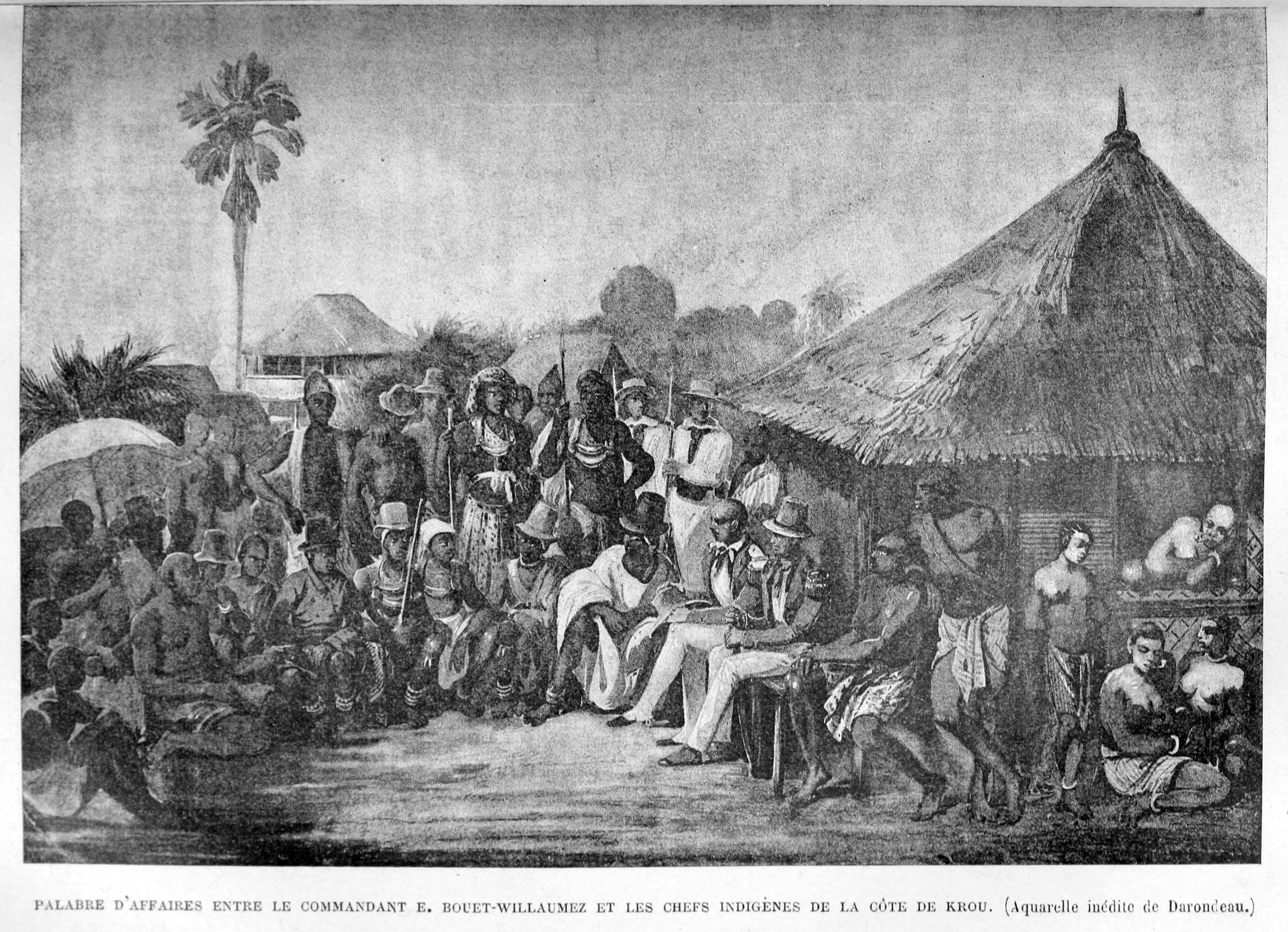
«Ділова розмова між командиром Е. Буе-Віллаумезом і корінними вождями узбережжя Кру» (1890)

У 1820-х та 1830-х роках Буе-Війомез брав участь у численних експедиціях уздовж узбережжя Західної Африки. Він детально досліджував регіони, які пізніше стали частиною французьких колоній, зокрема Сенегал та Гвінею. Його робота сприяла розширенню французького впливу в регіоні.

### Кримська війна
У 1853 році Луї Едуар Буе-Війомез був призначений начальником штабу ескадри Середземного моря. На цій посаді під час Кримської війни він здійснив похід до російських берегів і взяв участь у облозі Севастополя. На військовій раді, скликаній у Варні 26 серпня 1854 року, він був одним із двох членів, які наполягали на негайному початку воєнних дій із висадкою експедиційного корпусу в Криму, незважаючи на те, що корпус був ослаблений епідемією холери. План висадки союзницької армії під Севастополем був розроблений Буе-Війомезом. Після підвищення до контр-адмірала він брав участь у бомбардуванні севастопольських укріплень та російського імператорського флоту 15 жовтня 1854 року, піднявши свій прапор на кораблі «Ville de Paris». Пізніше він брав участь у захопленні Керчі-Єнікале 25 травня та бомбардуванні Таганрога 3 червня.

### Колоніальна адміністрація

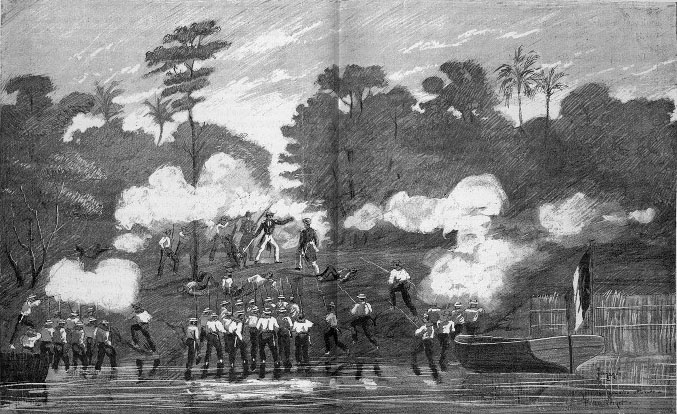
"Полководець Е. Буе-Віллаумез нападає і карає повсталі племена Ґран-Басам " (гравюра 1890 р .)

Після війни він обіймав різні адміністративні посади в французьких колоніях, зокрема був губернатором Сенегалу. Його діяльність сприяла розвитку інфраструктури та торгівлі в регіоні.

### Останні роки
У 1860-х роках Буе-Війомез повернувся до Франції, де займався літературною діяльністю. Він опублікував кілька праць з морської тактики, географії та колоніальної політики. Помер 9 вересня 1871 року в Мейзі-сюр-Сен. Похований на кладовищі Пер-Лашез у Парижі.

## Наукова та літературна діяльність
Буе-Війомез був автором численних праць, серед яких:
- La Marine française sous Louis XV et Louis XVI (1858) (Французький флот за часів Людовика XV та Людовика XVI (1858))
- Description nautique des côtes de l'Afrique occidentale (1846) (Морський опис узбереж Західної Африки (1846))
- Tactique navale (1860) (Морська тактика (1860))

Його роботи вплинули на розвиток французької військово-морської стратегії та колоніальної політики.

## Нагороди та вшанування
Його французькі та іноземні нагороди (разом із футлярами для них) були передані його сім'єю до Національного музею Ордену Почесного легіону та лицарських орденів, де вони експонуються.
- Орден Почесного легіону (офіцер)
- Військова медаль (Франція)
- Медаль Італійської кампанії 1859

### Іноземні нагороди
- Командор Ордену Лазні (Велика Британія), 29 грудня 1856 року;
- Командор Ордену Меджидіє (Туреччина), 1857 рік;
- Великий офіцер Військового ордену Савойї (Сардинське королівство), 1860 рік;
- Великий офіцер Ордену Святих Маврикія та Лазаря (Сардинське королівство), 1862 рік;
- Великий хрест Ордену Пія IX (Святий Престол), 1863 рік;
- Великий хрест Ордену Спасителя (Греція), 1865 рік;
- Вищий клас Ордену Слави (Нішан-Іфтіхар) (Туніський регент), 1865 рік;
- Кримська медаль (Велика Британія), з планками «Азовське море» та «Севастополь», 1857 рік.

## Вшанування
На його честь названо кілька географічних об'єктів у Західній Африці.
- Проспект Буе (фр. avenue Bouët) є однією з найбільших магістралей Лібревіля; один із районів міста носить назву Мон-Буе.
- У Абіджані (Кот-д'Івуар) комуна, де розташований порт, була названа Порт-Буе на його честь.
- У Сен-Луї (Сенегал) Буетвіль — це назва найстаріших кварталів, розташованих біля мосту Фейдерб.
- У Бретані щонайменше чотири вулиці носять його ім'я.[6]
- Торпедний катер, названий на його честь, був спущений на воду у 1886 році на верфі Claparède. Він мав довжину 41 метр, ширину 8 метрів та екіпаж із 22 осіб. Катер затонув 1 вересня 1900 року біля скелі Рош-Готьє, поблизу Рош-Дувр, недалеко від острова Бреа.[7]
- Серія з чотирьох марок із його зображенням була випущена у Французькій Екваторіальній Африці у 1938 році.[8]